# Pawoł Völkel
Pawoł Völkel (ur. 13 września 1931 w Chrósćicy (niem. Crostwitz), zm. 16 grudnia 1997 w Budziszynie) – górnołużycki prozaik, językoznawca, wydawca oraz slawista. Od 1956 redaktor naczelny wydawnictwa Domowina; pisał opowiadania, był autorem przekładów z języków słowiańskich, wśród jego prac językoznawczych wyróżniają się Hornjoserbsko-němski słownik/Prawopisny słownik hornjoserbskeje rěče (1970).